# 努尔·白克力
努尔·白克力（維吾爾語：نۇر بەكرى‎ / ；1961年8月—），维吾尔族，新疆博乐人，中华人民共和国政治人物，曾任中国共产党第十七届中央候补委员、第十八届中央委员，乌鲁木齐市市长、新疆维吾尔自治区人民政府主席、中华人民共和国国家发展和改革委员会副主任（正部长级）兼国家能源局局长。2018年因涉嫌严重违纪违法被调查，2019年被开除党籍、公职并被逮捕，同年因受贿罪被判处无期徒刑。

## 生平
1961年，努尔·白克力出生在新疆博乐县一个靠近哈萨克斯坦的边陲小镇，从小接受汉族式教育。1977年，以全乡第一名的成绩考入高中；因为成绩突出，1978年，只读了一年高中的白克力就参加了高考，并被新疆大学政治系录取。1982年12月，在校读书期间，加入了中国共产党。毕业后，留校参加党群工作，历任政治系辅导员、团总支书记，新疆大学共青团委副书记、书记，校党委常委、宣传部部长；期间，曾先后在陕西师范大学高校干部培训班和中共中央党校三年制研究生班进修。
1993年，白克力离开了曾经学习、工作过十五年的新疆大学，赴地方任职；历任新疆喀什地区行政公署专员助理、行署副专员（曾于1994年5月至11月，在山东省挂职锻炼，担任肥城市副市长），新疆维吾尔自治区人民政府副秘书长，中国共产党乌鲁木齐市委员会副书记，乌鲁木齐市人民政府副市长、代理市长、市长。据媒体报道，1998年的努尔·白克力是当时中国最年轻的省级行政区首府市长之一。
自2000年12月，白克力开始在中共新疆维吾尔自治区党委和自治区人民政府任职，历任自治区党委常委、政法委副书记，自治区党委副书记；并于2007年11月召开的中共十七大上，当选中央候补委员。2008年1月，白克力当选自治区人民政府主席，力主推行“双语教学”。通过这一政策，使全新疆学前班和中小学在2008年末的236万少数民族学生中共有60余万接受了双语教育。2012年11月，在中共十八大上，当选中央委员；并于2013年1月召开的新疆维吾尔自治区第十二届人民代表大会第一次会议上，连任自治区政府主席。
2014年12月，白克力调中央工作，任中华人民共和国国家发展和改革委员会副主任兼国家能源局局长。2015年1月9日，努尔·白克力正式上任。
2018年9月21日，中国共产党中央纪律检查委员会网站发布消息，努尔·白克力涉嫌严重违纪违法，正接受中央纪委国家监委纪律审查和监察调查。被查消息公布前，白克力还于9月18日在莫斯科与副總理韓正參加中俄投資合作委員會，9月19日乘坐飞机回国，抵达首都国际机场便被帶走。10月2日，国务院免去努尔·白克力的国家发改委副主任兼国家能源局局长职务。2019年3月16日，中共中央纪委、国家监察委宣布给予努尔·白克力开除党籍、开除公职处分。4月2日，最高檢依法以涉嫌受賄罪對努爾·白克力作出逮捕決定。7月25日，辽宁省沈阳市中级人民法院一审公开开庭审理了努尔·白克力案，检方指控努尔·白克力受贿7910万。12月2日，辽宁沈阳中院公开宣判，以受贿罪判处努尔·白克力无期徒刑，剥夺政治权利终身，并处没收个人全部财产。对努尔·白克力受贿犯罪所得赃款及其孳息予以追缴，上缴国库。努尔·白克力当庭表示服从判决，不上诉。

## 执政观点
努尔·白克力不僅其母語維吾爾語流利，他在公众面前更说着一口流利的漢語普通话。对此他曾在接受凤凰卫视记者的采访时表示其作为中华人民共和国的公民，“学习掌握本国的通用语言天经地义”。同僚则描述其“为人谦和、讲话充满激情”，有见解且善于脱稿演讲。
2014年3月6日的第十二届全国人大第二次会议上，努尔·白克力称“总有一小部分人，天天都在做着把新疆从伟大祖国分裂出去的梦想。当然他们的目的不可能实现，也永远不会实现，对此我们充满信心”。白克力指出，“暴力恐怖分子代表不了任何一个民族，也代表不了任何一个宗教。他们干的是反社会反人类的罪恶暴行”。
同年4月，白克力在《新疆日报》上发表了《凝心聚力 团结奋进 共创新疆各族人民美好未来》一文，称新疆在党中央领导下取得了良好发展，住房、就业、教育和社会保障方面都得到了显著改善。文中其视宗教极端思想为“社会毒瘤”，表示“此祸不除、新疆难安”。

## 外界评价
香港《大公报》评论指出努尔·白克力是学而优则仕的典范。他“赶上了一个极好的时代”，对丝绸之路经济带的发展倾尽全力、贡献良多。《中国新闻周刊》专访报道称，努尔·白克力作为大学教师出身，拥有文人治政的温文气质，不过在面对分裂势力时会更有铁腕的一面。
一度在中央民族大学任职经济学副教授的维吾尔族学者伊力哈木·土赫提曾开办了维吾尔在线网站，2009年3月在訪問中批評努爾·白克力「無能」，又撰文批评努尔·白克力在乌鲁木齐七五事件后偏袒汉族人，努爾·白克力則在事件後的電視講話中指責維吾爾在線網站「大肆進行煽動宣傳，傳播謠言」，伊力哈木·土赫提在2009年7月6日遭到了中国政府的逮捕。国际笔会狱中作家委员会4天后对中国政府的行为表示谴责并呼吁其尽快释放伊力哈木·土赫提，称此举违反了《公民权利和政治权利国际公约》（中国政府尚未提交全国人大批准）的第19条。
2009年10月，中国驻英国大使馆门外有少数维吾尔族、藏族人和华人对中共“没有人权的统治”表示抗议，其间英国维吾尔协会的负责人安华托帝说“很多维族人恨死了现在担任维族自治区的主席努尔·白克力，因为他没有尽力保护自己的族人”。
2019年3月，中共中央纪委、国家监察委表示，努尔·白克力“大搞家族式腐败”、“长期要求他人无偿为其家人提供高级轿车、专用司机等服务”、“生活奢靡，贪图享乐，道德败坏，搞权色交易”。